# Miskino (Miskinói járás)
Miskino (orosz betűkkel: Мишкино, baskír írással: Мишкә, mari nyelven: Мишкан) falu Oroszországban, a Baskír Köztársaságban, a Miskinói járásban.

## Népesség
- 2002-ben 5 797 lakosa volt, melynek 57%-a mari.
- 2010-ben 6 021 lakosa volt.